# 明日ちゃんのセーラー服
『明日ちゃんのセーラー服』（あけびちゃんのセーラーふく、英題：AKEBI's sailor uniform）は博による日本の青年漫画。2016年から集英社のウェブコミックサイト『となりのヤングジャンプ』にて隔月連載中。
2025年4月時点で単行本の累計発行部数は125万部を突破している。
2023年7月からは作者の博が自身の『note』アカウントにて、ネーム段階で没にした登場人物たちのワンシーンを小説形式で掲載する試みが始動した。

## 概要
中学1年生の少女、明日小路（あけび こみち）を中心にした青春学園漫画。タイトルは、舞台となる私立蠟梅（ろうばい）学園中等部の旧制服であるセーラー服を、主人公の小路が全校で唯一着衣していることからきている。物語は小路が同級生一人一人と友人関係を深化させることにスポットライトが当てられ、基本的に1話、あるいは2話ごとに一区切りがつけられる。特徴として、登場人物の動きをコマ撮りしたような描写や、枠線が全くない一枚絵のような頁が度々存在する。

### 制作背景
2016年頃、KADOKAWAの『月刊コミックアライブ』で連載していた『ゆめくり』の最終話が掲載される半年ほど前に、『明日ちゃんのセーラー服』初代編集担当となる集英社の大熊が博に同社での掲載を打診した。そのとき、博は初めて「となりのヤングジャンプ」の存在を知り、WEB漫画へのイメージが持てず「数回やって終わるのだろう」と思いつつ、連載の依頼を引き受けた。その後は、何度も打ち合わせを繰り返して現在の物語の原案が出来上がった。その際に、元々、制服の女の子を描くことが好きだったほか、打ち合せ時に描いた沢山のキャラクター設定を活かせる要素として「1つの学級を『箱庭』的に描く日常モノ」に方向性が決まる。
博は当初、1話完結型のオムニバスのような物語を想定していたが、物語の指針を検討する中で、博の母親から聞いた「母の通っていた学校では制服を各家庭で縫い、母も祖母の妹に仕立ててもらった制服で通学していた」という話を思い出し、既にデザインができていた長い黒髪の少女を中心とする物語の大枠が作られた。当初は高校生を想定していたが、「様々なことを経験して知る年代」を描くというコンセプトの元、中学生の設定に変更された。明日小路の当初の設定は「悲しいことでは泣かない、嬉しいことで泣く少女」というものであった。小路は作品のストーリーテラーとしての役割もある。
各キャラクター設定は企画時には方向性だけ決められており、生静のギターや蛍の令嬢という設定は不確定ながら決められていた。ただし、博は設定を決める際にメモを取らないため、頭の中でイメージを反復させながらキャラクター像を自身に染み付かせるやり方で各キャラクターを確立させており、例としてりりの場合は「遠い奈良から入学した理由は小学生時代にセクハラ紛いのことをしてきた先生を平手打ちしたから」等のイメージを組み合わせながらキャラクターを生み出した。

### 制作工程
コマ割り無しの場面を多く採用しているのは、博が元々、大手アニメ制作会社に内定をもらっていたアニメーター志望であったことが由来している。また、博の絵を見た担当から同じWEB掲載の『ワンパンマン』で似た取り組みをしたことがあると話したため採用された。博曰く、これはWEB媒体だからできた取り組みであり、この取り組みの反響から、これが自身の「武器」になると確信して以降の話数でも採用している。
作中で小路が着用する制服は実際に作成されており、博の母親が春服・夏服・冬服の衣装を縫い上げ、それをもとにデザインしている。
単行本1巻では絵をアナログでほぼ描いていたが、5巻頃にデジタル比率を増やす。しかし、デジタルでは細かく描き過ぎて作業に時間がかかるため、現在はコマごとにアナログとデジタルが混ざり合っている。作業ではアシスタントを付けておらず、基本的には一人での作業となっている。

## あらすじ
明日小路（あけび こみち）は、憧れのアイドル・福元幹（ふくもと みき）がCMで着ていたセーラー服の可愛らしさに魅了され、いつか自分も着たいと夢見ていた。母親・ユワの母校の蠟梅（ろうばい）学園中等部の制服がセーラー服だったことに運命を感じ、自分も蠟梅学園を受験し、もし合格したら母親にセーラー服を仕立ててもらう約束をする。
小路は無事合格し、約束のセーラー服を着て入学式に臨むが、そこで蠟梅学園の制服が、既にブレザーに変更されていたことを知る。学校側は事情を考慮してセーラー服での学校生活を許可するが、小路は自分以外の生徒がブレザーを着ている環境に萎縮して弱音をこぼしてしまう。しかし、妹の花緒（かお）からの叱咤を受け、自分だけがセーラー服を着ているならば人より注目を集められ、友達を作りやすいのではないかと考える。翌朝、小路はセーラー服を着て玄関に立ち、笑顔で登校する。
廃校寸前の小学校で、孤独な小学生時代を送ってきた小路には抱負があった。”カッコよくなりたい”、”友達を沢山作りたい” ―そんな小路の中学生活が描かれていく。
1巻 - 4巻、アニメ版全12話（新しい学校生活）
小路は教室で初めに出会った少女・木崎 江利花（きざき えりか）と友達になる。小路は持ち前の運動神経と明るく外向的な性格、そして後先を考えない突飛な行動により、周囲を驚かせる。初めての部活に女子寮、体育祭と、何に対しても全力で駆け抜ける彼女に周囲は惹かれていく。小路の友人となった江利花も、彼女と過ごす中で自ら道を離れた音楽に再び向き合うことになる。体育祭終了後に開かれる後夜祭。そこで演劇部部員としてダンスを披露することになった小路。舞台の上に立つ彼女の前に現れたのは江利花だった。
”ひとりじゃないんだ” ―こうして2人の少女による舞台の幕が上がる。
5巻 - 7巻（夏休み・家族旅行と東京旅行）
中学生になって最初の夏休み。久しぶりに休みを確保した父親 サトと共に、明日一家は海辺の旅館に1泊2日の家族旅行に出かける。実はそれは家族から小路へのサプライズの合格祝いであり、小路は家族と幸せな時間をすごす。
家族旅行から帰った小路は、東京に帰省した江利花と兎原 透子（うさぎはら とうこ）に会いに行くため、同じく東京に帰省する龍守 逢（たつもり あい）に同行して東京を訪れる。初めての大都会に興奮する小路。楽しい東京観光を過ごす4人であったが、そんなとき、透子のかつてのクラスメイトとの偶然の出会いが彼女たちの旅行に暗い影を落とすことになる。透子が東京から遠く離れた蠟梅学園を受験した本当の理由、江利花の抱える父との過去と音楽を辞めた理由を知った小路。
”私...江利花ちゃんを泣かせちゃった” ―故郷から遠く離れた地で、小路は彼女たちの抱える暗い過去と向き合う。
8巻 - 12巻（新学期・お月見会）
9月、新学期を迎えた小路。席替えに大掃除、新たな行事を全力で駆け抜ける小路。そんな小路は、演劇部部長の千嵐 帆呼（ちあらし ほこ）の提案により文化祭の演目として江利花と2人で「演劇」をやることになる。クラスメイトの古城 智乃（こじょう ともの）が脚本を手掛けたその内容は、小路と江利花がそれぞれ演じることになる2人の人物の「恋物語」。恋を知らない小路は、演技のために「恋」の勉強をすることに。そんな中はじまる、7日間の勉強合宿「お月見合宿」。小路は合宿の中で、クラスメイト・苗代 靖子（なわしろ やすこ）の過去の恋愛経験、そして彼女が鷲尾 瞳（わしお ひとみ）に抱く想いに触れる。一方、帆呼からお月見会で演奏することを依頼された蛇森 生静（へびもり おしず）。そんな彼女と学生寮で同室の少女・戸鹿野 舞衣（とがの まい）は、小路のある言葉がきっかけで自身の過去を明かし、それにより小路は自分の知らない感情と向き合うことになる。
”私、本気で恋をする” ―小路と江利花は舞台に向けてお互いの「恋」の形と向き合う。
12巻 - 現在（四友祭）
10月、新たに黒のセーラー服に袖を通す小路は中高一貫の文化祭「四友祭（しゆうさい）」に向けて動き出す。四友祭は四友団をはじめとする高等部の演劇に注目が集まり、中等部の演目は前座に過ぎない。そんな状況を面白く思っていない帆呼は画策を練る。
演出の帆呼、脚本の智乃、そして演者の小路と江利花、生静たち5人は中等部の演劇に向けての新たなステップへ進む。それは、演者たちの役作りの風景をすべて映像で配信するというものであった。お互いの名前を呼び捨てにし、相手に対する演技を超えた感情を曝け出す小路と江利花に学校中の注目が集まる。一方、舞衣は生静のチャレンジを応援しつつも、自身はとある本心を胸に隠していた。そんな彼女も生静の作曲作業の映像配信をきっかけに舞台へと巻き込まれていく。
”私って...どんな子？”　”そんな舞衣、知らない...” ―小路、江利花、生静、舞衣。4人の感情、思惑は舞台の上で交わっていく。

## 登場人物
声の項はテレビアニメ版の声優。

### 蠟梅学園中等部1年3組
明日 小路（あけび こみち）
声 - 村上まなつ
本作の主人公。出席番号1番。誕生日は4月4日。母・ユワの母校である、蠟梅学園のセーラー服に憧れて入学、実家から徒歩で通学している。小学校では自分以外に同学年の生徒がおらず、反動で中学では積極的に友人関係を築いている。性格は非常に明るく外向的。開放的な田舎で育ったためか、やや常識に欠ける部分があり、後先を考えない突飛な行動を起こすことがある。また、学園内では人間関係は良好でもプライベートでの付き合いには自信を持てていない部分がある。本人は友達付き合いを常に考えており体育祭で「みんなを見に行ける」という動機から応援係を担当した。
運動神経が非常に良く、日頃からトレーニングをしており、体が柔らかく腹筋が発達している。難しい器械体操を難なくこなし、短距離走では3組で最速の記録を出している。また水泳でも全国大会の出場歴があるりりに比肩し、スポーツ全般に優れた才覚を示す。向こう見ずな性格が災いして失敗をすることも多く、人間的にまだまだ未熟だが、ふとした時に大人びた表情を見せる。アイドルの物真似や小説の朗読などで、他人を感嘆させる演技と表現力に天禀の才とカリスマ性がうかがえる。ただし当初は他人の真似のほうが強く、個性が乏しいといわれることもあった。また、原作では学年度唯一の奨学金制度の対象者であり、入試科目である英数理のうち1科目は満点かつ総合でも上位5位以内、という厳しい条件をクリアして入試をパスした才女でもある。釣りやキャンプが好き。一方で、家事の手伝いはあまりしたことがなく、料理は苦手。
部活動選びでは悩んだ末に、智乃の紹介した演劇部に魅了され、共に入部した。体育祭では水泳リレーで3番手を務め、バレーにも出場、さらに応援（チア）にも熱心に取り組んだ。
家族との関係は極めて良好で、母の仕事姿に憧れており、めったに帰宅しない父親にもよく懐いている。妹の花緒とも大変仲がよく、姉として面倒をよく見る一方、しっかり者の妹に自分の思いを明かし相談することもある。
兎原 透子（うさぎはら とうこ）
声 - 鬼頭明里
口数の多いはつらつとした性格の少女。おでこがチャームポイント。出席番号2番。東京都出身。誕生日は2月19日（魚座）。
前後の席順だった小路と自然に打ち解けた。交友が広く、クラスメイトの情報を多数持っている。友人にサプライズをするのが好きで、都会の少女らしくヘアメイクやセルフネイルなどのおしゃれや、ゲームセンターでのプリクラの経験や技を持っており、その類の話では自分が率先して動くこともある。だが、それらを遊んだ小学生時代の人間関係を避けて蠟梅学園を志望した過去を秘めている。
蠟梅学園中等部の寮の「満月寮」で生活しており、根子と同室。寮では家事係として台所を自由に使うことができることと、実家が洋菓子店である影響もあって、寮生のおやつである菓子作りが日課となっている。腕前はよく、寮生から好評で度々リクエストを受けては振る舞っている。
ソフトボール部に所属。受験生として塾で一緒だった逢とは名前で呼び合う仲であり、小路の東京旅行を経て、小路、江利花とも名前で呼び合うようになった。
体育祭ではバレーに出場した。
大熊 実（おおくま みのる）
声 - 小原好美
くせっ毛がついたショートヘアの少女。出席番号3番。誕生日は11月24日（射手座）。
生物部所属。なにより生物観察が大好きで生物に詳しい。通学前、野外で生物観察をしている最中に偶然、明日姉妹を目撃して魅了され、しばらく密かに小路を観察対象にしていた。学園でアオダイショウを助けたことから、同じように動物に詳しい小路と打ち解けた。機械にも詳しいらしい。
体育祭の種目では、鮎美と共に卓球に出場したほか、小路、逢、りりと共に水泳リレーに選出され、1番手を務める。
アニメ版では寮生で鮎美と同室。
神黙 根子（かみもく ねこ）
声 - 伊藤美来
ロングヘアで垂れ目の少女。出席番号4番。誕生日は6月6日（双子座）。
居眠りの常習犯。常に眠そうな表情で、眠気が他人に伝染することもある。本格的に寝つくといくら騒がれても起きなくなる。弓道部に所属しており、弓を射る際には普段の様子と打って変わって、凛とした雰囲気を醸す。寮住まいで、透子と同室。
体育祭ではなぎなたに出場、応援に参加。
木崎 江利花（きざき えりか）
声 - 雨宮天
初登校日に小路が最初に出会ったクラスメイト。出席番号5番。誕生日は3月23日（牡羊座）。
ナチュラルブロンドヘアで髪型はツーサイドアップ、気品のある美少女。東京都出身で実家は豪邸。幼少の頃からバイオリンやピアノ、乗馬など多くの習い事をしており、演奏の腕前はクラスメイトから称賛を浴びるほど。自分の意志で蠟梅学園に進学、寮生活をしており、部屋は透子・根子の隣。アニメ版では寮の一人部屋にピアノを置いている。不安や緊張を抱いた際に爪切りの音を聞いて心を落ち着かせる習慣がある。お嬢様のような雰囲気とは裏腹に、経験は乏しいながら釣りやキャンプ、登山などアウトドアレジャーに憧れを持ち、部活は山岳部に所属している。小路とは学外で遊んだことから名前で呼び合う仲になり、小路の東京旅行を経て、同行した透子、逢とも名前で呼び合う仲になった。
体育祭では硬式テニスに出場、同後夜祭では演劇部のステージを務める小路のためにピアノとバイオリンを演奏した。自由で爛漫な小路の個性に強い憧れを抱いている。
文化祭では演劇部に助力して、小路とステージ練習に取り組む。
古城 智乃（こじょう ともの）
声 - 若山詩音
眼鏡をかけたセミロングヘアの少女。出席番号6番。誕生日は10月3日（天秤座）。
長野県出身で、祖母の家から通学している。小路にハンカチを借りたことから打ち解けた。小路の部活見学に付き添い、入部先に悩む小路に演劇部を勧める。その時すでに自身は文芸部に入部していたが学園の決まりとして部活の掛け持ちが可能だったため、演劇部部長の帆呼に魅了され演劇部にも入部した。演劇部では文化祭用の完全創作劇の脚本執筆を担当する。着物の着付けができる。
体育祭ではなぎなたに出場。
四条 璃生奈（しじょう りおな）
声 - 田所あずさ
セミロングヘアの少し大柄の少女。出席番号7番。誕生日は8月28日（乙女座）。
比較的いろいろ発育が良く、このことに自身は劣等感を抱いているため、スタイルの良い小路のことを羨ましく思っている。受験勉強を始める2年前まで硬式テニスをやっており、入学後に硬式テニス部へ入部している。体育祭でも硬式テニスと、バレーに出場する。
寮生ではなく、自室で大型犬を抱いている姿が描かれている。
龍守 逢（たつもり あい）
声 - 伊瀬茉莉也
ポニーテールと得意満面な表情、小柄な体に大きな眼鏡がトレードマークの少女。出席番号8番。誕生日は8月8日（獅子座）。
クラスの副委員長で、中等部生徒会書記。東京都出身で、透子、景と同じ塾に通っていた。勉強が得意だが、自分より成績優秀な景への対抗心を一方的に燃やしており、蠟梅学園に進学したのも彼女に学業で勝つためだった。ゲームも得意で、遊びにも全力で取り組み、勝負事で負けることを許さない努力家。反面、生真面目さと厳しさからか人付き合いは上手くない。透子からは短気で怒りっぽいと評価されるが、互いに名前呼びをし冗談を言い合うなど仲が悪いわけではない。小路の東京旅行を経て、小路、江利花とも名前で呼び合う仲になった。お月見会では生静の勉強をサポートしている。
体育祭では水泳リレーに出場し2番手を務めたが、お荷物のようなものだったと振り返っている。アニメ版では水泳の他にバスケに出場している。
部活は運動部系で、2つ掛け持ちをしている。アニメ版では陸上部。寮生。
谷川 景（たにがわ けい）
声 - 関根明良
ショートカットで飾り気のない、清廉で真面目な少女。出席番号9番。東京都出身。誕生日は6月27日（蟹座）。
模試で度々1位を獲得していた秀才。蠟梅学園には首席で合格しており、中学最初の中間試験でも満点で学年1位を獲得している。クラス委員長を務めており、クラスメイトからも教師からも頼られている。穏やかな性格で、同級生のようにハメを外すことに積極的でなかったが、小路に「脚が綺麗だね」と褒められ、ハメを外した自撮り画像のメールを送ったのをきっかけに打ち解けた。一緒に部活を探していた智乃には文芸部を誘われたが、写真部に入部している。また、デジカメに釣られて廃部寸前の映研部にも入部した。カメラを持ち歩いていることが多く、小路ら級友を多く撮影している。
実家から通学しており、作中では母親（声 - 竹内恵美子）が登場している。
体育祭では、応援とバスケに参加している。
峠口 鮎美（とうげぐち あゆみ）
声 - 三上枝織
ツインテールの少女。出席番号10番。誕生日は1月3日（山羊座）。
青森県出身で寮生。アニメ版では実と同室。訛りがある。卓球部所属で、夏には大会の選手として活躍した。内心では、江利花やりりなど美女への対抗心を燃やしている。実は入学試験の日に小路と出会っており、入学式当日に再会し、制服の件で泣いていた小路に、試験日に借りていたハンカチを返している。しかし登校日以後、自分よりも先に江利花と仲良くなったことから小路に屈折した思いを抱く。アニメ版では入学後しばらくしてから小路にハンカチを返し、それをきっかけに友人になっている。蛍と仲が良いらしく、彼女を抱き寄せている描写がある。
体育祭では実と共に卓球に出場。アニメ版では小路たちにチアの簡単な振り付けを教えている。
戸鹿野 舞衣（とがの まい）
声 - 白石晴香
セミロングヘアの少女。出席番号11番。誕生日は9月26日（天秤座）。
生静とは寮で同室。バスケ部。どこか大人びた少女で、他人をよく観察している。相手のことを考えすぎるので、他人とは距離を置きがちだが、言うべきことははっきり言う性格で、生静からは真顔で結構きついこというと言われている。見栄を張ってギターの練習に萎縮する生静を叱咤し陰ながら支え、生静とは互いに名前で呼び合う仲になった。バスケの練習に熱心で、演劇部の練習に貪欲な小路に、私はそういうの大好きと答えており、情熱的な一面がうかがえる。ワンハンドのスリーポイントシュートにこだわりがあるらしく、特に練習している。プライベートではよく散歩をする。空を眺めるのが癖。アナログゲームにも強い。
子供の頃、誕生日に交通事故で生みの親を2人共亡くしており、寮生には入寮時にその身の上を明かしている。戸鹿野夫妻の養子として幸せに育ったと自負しており、それが負い目でもある。亡父は実業バスケをしており、幼少期に両親からバスケの手ほどきを受けたらしい描写がある。また、鳥の写生にも才能があり、実からは生物学者に向いていると言われた。亡母は美大出身で、亡父も絵に才能があったらしい。
体育祭はバスケに出場する。
苗代 靖子（なわしろ やすこ）
声 - 本渡楓
ロングヘアで長身、物腰の柔らかい淑やかな少女。右目の下に泣きぼくろがある。出席番号12番。誕生日は2月25日（魚座）。
寮住まいで、透子の作った菓子を時折貰っている。バレーボール部所属。瞳とは入試日に出会い、その日に高身長を見込まれ、入学後のバレー部への入部を誘われた。瞳とはクラスも部活も同じ、机が隣で、寮でも同室、という間柄で、いつも行動を共にしており、瞳に特別な思いを抱いている様子がみられる。小学生の頃には彼氏がおり、キスも経験しているなどそれなりに恋愛経験があるが、彼氏とは入学前に未練なく別れている。
体育祭でもバレーボールに出場。応援にも参加している。
水上 りり（みなかみ りり）
声 - 石川由依
マッシュボブヘアの少女。近畿方言で話す。出席番号13番。誕生日は5月14日（おうし座）。
教室では口数が少ないが、小路には気さくに話せるらしい。小路には、ブレザー制服のデザインを気に入って蠟梅学園への入学を志したと語っている。水泳部に所属。小学生の時には全国大会へ出場した経験があり、本人も泳ぎには自信を持っている。勉学は苦手な様子で、少なくとも中間考査の2科目で赤点を記録している。小路にはすぐに自分を「りり」と呼ぶように言い、自らも小路を「小路」と呼んでいる。
体育祭では水泳リレーとバレーに出場。水泳リレーではアンカーを任される。アニメ版ではさらにバスケにも参加している。
家から通学しており、ベランダで猫を抱いている姿が描かれている。
平岩 蛍（ひらいわ ほたる）
声 - 麻倉もも
クラスで最も小柄な、愛らしい容姿の少女。豊かなボリュームの白く光る髪を持つ。出席番号14番。誕生日は10月7日（天秤座）。
駅前の大きなビルの一室に美人の姉と暮らしている。性格は優しく、江利花曰く不思議な子で、考えがわかりにくく会話が噛み合わないことがしばしばある。すばしっこく、おいかけっこでは小路でも捕まえることは難しい。トランペットを演奏できる。ピザまんが好き。名字と同じ平岩岳に度々訪れたことがあり、その動植物の生育、棲息場所を把握している。
体育祭ではバドミントンとバスケットボールに出場する。
蛇森 生静（へびもり おしず）
声 - 神戸光歩
センター分け2つ結びの少女。出席番号15番。誕生日は11月11日（蠍座）。
舞衣とは寮で同室。小学生時代に男子生徒にからかわれたことからルックスにはコンプレックスがある。父親の影響で軽音楽に興味を持っており、好きなシンガーの母校だったことから蠟梅学園を志望し、入試の面接では音楽家になりたいと答えている。アコースティックギターを寮の部屋に置いているが、実は憧れだけで演奏はできない。しかし小路に演奏をせがまれたことから、舞衣に叱咤されつつ練習を始め、成果を小路に披露してみせた。この出来事を経て、舞衣を「まい」と名前で呼ぶようになった。その後、演劇部から文化祭での演奏を求められており、その前段として、お月見会でも演奏を披露した。その際には江利花や逢からサポートされている。アニメ版では帰宅部。小路の求めからギターの練習をはじめ、1曲を歌いながら演奏してみせた。また、寮の自室にいくつかのマイナーなアナログゲームを持ち込んでいるが、周りが知らなさそうなものに関心を持つ傾向がある。
体育祭は蛍とペアでバドミントンに出場。
彼女と舞衣の2人組は、原作者の博や生静役の神戸をはじめとする声優陣から「おしまい」という愛称で呼ばれている。
鷲尾 瞳（わしお ひとみ）
声 - 石上静香
クラスで最も長身で、身長170cmを超える大人びた容姿の少女。出席番号16番。誕生日は10月30日（蠍座）。
表情の変化がやや乏しく、口調は男っぽくぶっきらぼうで、威風堂々としている。真摯にバレーが好きで、彼女にバレーを教えた恩師の母校だったことが理由で蠟梅学園への進学を志した。バレーボール部に所属し、1年生で唯一のレギュラーになる。入試日に出会った靖子とは寮でも同室で、よく連れ立っている。
体育祭でもバレーボールに出場。その頃から小路の運動能力を高く買っており、後にバレー部にスカウトする。
親しくなってからは「試合で呼びやすいから」という理由で小路のことを「こみ」と呼ぶ。
田村 頼（たむら より）
声 - M・A・O
1年3組を担任する女教師で25歳独身。誕生日は12月24日（山羊座）。演劇部顧問。
高等部受験組の理数科目を教えることもある才女。アニメ版では1年3組の授業で化学を教える様子が描かれている。博識で、生徒から質問されると溢れる薀蓄によって授業が脱線することがあり、一部の生徒からは「ダッセン（脱線+先生）」というあだ名で呼ばれている。3組が初めて受け持つクラスで、多少の不安を抱えながらも、楽しそうなクラスになりそうだと期待している。特に唯一セーラー服を着ている小路がクラス内で浮いてしまわないか心配していた。

### その他の登場人物
明日 ユワ（あけび ゆわ）
声 - 花澤香菜
小路と花緒の母親。快活でスタイルの良い美女。誕生日は8月20日。中学生の時は蠟梅学園へ通っていた。家事と平行して洋裁（仕立）の仕事を営んでいる。このことから小路のセーラー服を仕立てることを約束した。
在校時代には校則違反の常習犯だったが、生徒からも先生からも人気者だったといわれている。家族旅行ではスノーケルやSUPヨガなどに積極的で得意な様子がうかがえる。
明日 花緒（あけび かお）
声 - 久野美咲
小路の妹で、小学3年生。小路を小さくしたような可愛らしい容姿をしている。誕生日は2月16日。性格は明るく、しっかり者。姉のような運動神経や行動力はないが、思ったことをはっきり言うなど、負けん気が強い一面がある。小路が自分だけセーラー服で入学式に出席して落ち込んでいた時は叱咤した。
姉妹、親子関係はとても良好で、家族によく甘えたりする。
小路のクラスメイトとも面識があり、逢とは夏祭りで遊んでいる。瞳に高い高いをしてもらうのが大好き。
明日 サト（あけび さと）
声 - 三上哲
小路と花緒の父親。明朗な優男で、キャンプや釣りなどアウトドアが趣味らしく精悍な肉体をしている。誕生日は12月21日。
普段は家から離れて仕事をしているため、家にはあまり帰っていないが、妻、娘2人との仲は良好で、家族愛の強さがうかがえる。
小路の受験中は、ユワから送られてくる小路の写真で様子を確認していた。入学を祝おうとするが、緊張してしまい、寝たふりを決めこむなど不器用なところもある。
福元 幹（ふくもと みき）
声 - 斉藤朱夏
小路が憧れるアイドル。彼女が登場した清涼飲料水のコマーシャルをきっかけに小路は蠟梅学園への入学を志すようになった。誕生日は1月20日。
芸能界では「エコ（ECCO）プロ」に所属し、アイドルグループ「KNOK」（クノック。最初の「K」は「∧」と表記）のセンターだったが、ソロとして独立した経緯を持つ。ソロデビューライブは東京アリーナ。先述の他にもリップクリームのコマーシャルへの出演、音楽CDの発売などの活躍をしている。
学園長（がくえんちょう）
声 - 一城みゆ希
蠟梅学園の学園長を務める女性。自身も蠟梅の卒業生。面接の際に小路がセーラー服への思い入れを語ったことに心打たれ、セーラー服での学校生活に許可を出した。
管理人（かんりにん）
声 - 山口協佳
満月寮の管理人を務める女性。自身も蠟梅の卒業生で、ユワの恩師にあたる。
千嵐 帆呼（ちあらし ほこ）
声 - 種﨑敦美
蠟梅学園中等部3年生。演劇部部長。小柄でスレンダーな少女。1年生の頃は成績学年トップ、現在では遅刻常習犯で奇行の数々から変人呼ばわりされている。
我道を往く天才肌で、その破天荒ぶりには奔放な小路も振り回されている。ちっちゃいと言われることに敏感で、大柄な人が嫌い。また、小路や瞳の隠された資質を見抜き評価している。小路と智乃が入部するまでは唯一の演劇部部員でもあり、部活動として動画サイトに自分が撮った映像を発表していた。
浅葱 華（あさぎ はな）
蠟梅学園中等部生徒会会長。ふくよかな体型で、おでこを出し髪をふたつお団子おさげにまとめている。帆呼とは互いに名前で呼び合う仲で、文化祭を巡る中等部と高等部の関係性を暗喩する会話を交わし、高等部との軋轢の可能性を飲んで、演劇部のため文化祭での枠を急遽用意した。
日高 空木（ひだか うつぎ）
蠟梅学園中等部１年。小路とは別のクラス。ボリューミーなサーファーカットの小柄な少女。以前から小路の「白い」イメージにコンプレックスを抱いていた。「四友団」に所属しており、小路をスカウトしにくる。
田辺 美星（たなべ みほし）
声 - 月城莉奈
蠟梅学園中等部1年1組の生徒。靖子と友達になりたいとのことで瞳を呼び出していた。
ミカ（みか）、ミク（みく）
声 - 佐伯伊織（ミカ）、綱島瑞恵（ミク）
蠟梅学園中等部の生徒。放送部員で、校内放送や後夜祭の司会進行を務めていた。
小森 まこ（こもり まこ）
声 - 久川綾
小路が小学生のときに担任だった女性。小路からは「まこ先生」と呼ばれ慕われている。現在は全校生徒1人しかいない花緒の担任をしている。卒業した小路のことをとても気にかけ、成長した姿を涙ながらに喜ぶ心優しい人物。
平（たいら）
声 - 宮本誉之
小路がよくお世話になっている農家の男性。軽トラックを所有している。
藤田 美琴（ふじた みこと）
明日家が夏休みの家族旅行で泊まった旅館「しおみ荘」で女中として働く女学生。日焼けした肌にショートカット、唇の脇と斜め下にあるふたつのほくろが印象的な少女で、制服は小路のものとはデザインが異なるがセーラー服。マリンスポーツが得意らしく、前年の家族旅行で彼女がユワと花緒にSUPやスノーケルを教えたことがうかがえる。
高塚 るみ（たかつか るみ）
透子の小学生時代の友人。ショートカットでギャル系の美少女で、化粧もしている。努力家でいつもグループの中心におり、思ったことをハッキリ言う性格。彼女とのトラブルが、透子が蠟梅学園を受験する原因になった。
木崎 慶子（きざき けいこ）
江利花の母。木崎家を来訪した小路たちをフレンドリーに歓迎した。江利花が蠟梅学園での寮生活を切望したとき、当初強く反対したが、根負けした経緯がある。
アンリ（あんり）
木崎家の若いメイド。江利花が小さい頃は世話をしており、彼女を大切に思っている様子がうかがえる。透子と逢に、江利花が蠟梅学園に進学した経緯を打ち明けた。親切で、透子の要望に応えてナイトプールを準備した。
木崎 弦（きざき ゆずる）
温厚でフランクな江利花の父親。ヨーロッパで活動する楽団の専属指揮者で、そのために家をあけていることが多い。実家はスペインにある。アウトドアの趣味があり、登山を嗜んでもいる。
子供の頃の江利花とはキャンプをして遊んだことがあり、それが江利花の趣味に影響を与えている。自分とのキャンプのためにピアノを学んでいた江利花の本心を読み違え、彼女に音楽系の進路を示したことが、江利花がピアノを棄てて自分の意志で蠟梅学園に進学する原因となった。
小路と出会ってすぐに打ち解け、その江利花との過去を打ち明けた。江利花が大舞台に立つのを夢見ており、江利花と小路から文化祭でのふたりのステージに招待される。

## 舞台
北海道函館市にある遺愛女子中学校・高等学校が蠟梅学園のモデルになっている。
私立蠟梅（ろうばい）学園中等部
本作の主な舞台の中学校。高校（高等部）も併設されている。田園の広がるとある田舎にある中高一貫の名門女子校。偏差値が70を超えるエリート校で、学生は全国から集まっており、併設されている学生寮か近隣の家から通っている。
正式な制服はブレザー。旧制服はセーラー服だった。冬服から夏服への衣替えは月の初日ではない。
クラシカルな洋館風の建物や現代建築風のものなど、敷地内に複数の校舎が配置されていることが確認できる。購買部があり、体育館、公会堂、グラウンド、テニスコート、屋内外プール場、茶室などを併設。さらに平時使われていない旧館がある。加えて、本校から離れた場所に勉強合宿に利用する塔ノ沢クラブを有する。旧館には教会があるが、勉強合宿では座禅修養もあり、特定の宗教系学校というわけではないらしい。
中等部1年3組は1クラス16名。アニメ版では小路の学年は1組から5組まで全5クラスあり、うち奇数組が各16名。偶数組が各15名の全78名であることが確認できる。
部活は掛け持ちが認められている。部の中ではバレー部が一番成績が良い。
学校行事は、夏休み前にクラスが対抗する体育祭、秋のお彼岸の時期に行う勉強合宿の「お月見会」、その後の文化祭「四友祭」などがある。四友祭は高等部と合同で行われるらしく、その後半3日は、中等部は高等部で出店とお手伝いをする。高等部の演劇が有名で、報道も入るという。
満月寮
中等部の学生寮。基本的に2名が同室している。規則が多く、何を買うのも申請が必要。台所は家事係だけが使うことができる。
旧館
現在は使われていない校舎で、併設される教会は結婚式に利用されることがあり、立派なオルガンがある。
帆呼が学校との交渉で清掃と引き換えに演劇部の専有、利用を認めさせた。
塔ノ沢クラブ
お彼岸の時期に行われる勉強合宿「お月見会」に利用される施設。本校から離れた平岩岳の麓にあり、自然豊かな環境。学生はバス移動して訪れる。本館は現代的な建築で、校舎内には家庭科教室、食堂になる大部屋や大浴場があるほか、お堂（お寺）や学生用の和風の宿泊施設を併設する。
ふたば小学校
小路の母校で、花緒の通う小学校。校舎は古い木造で、体育館のトイレは壊れている。
過疎校であり、小路の在校中、1年生から卒業までの6年間、同級生はおらず、学生は全校でも明日姉妹のみ。
花緒の卒業後には廃校が決まっている。

## 書誌情報
- 博 『明日ちゃんのセーラー服』集英社〈ヤングジャンプ・コミックス〉、既刊15巻（2025年5月19日現在）
  1. 2017年4月24日発行（2017年4月19日発売[19]）、ISBN 978-4-08-890671-3
  2. 2017年10月24日発行（2017年10月19日発売[20]）、ISBN 978-4-08-890765-9
  3. 2018年5月23日発行（2018年5月18日発売[21]）、ISBN 978-4-08-891016-1
  4. 2018年11月24日発行（2018年11月19日発売[22]）、ISBN 978-4-08-891115-1
  5. 2019年5月22日発行（2019年5月17日発売[23]）、ISBN 978-4-08-891223-3
  6. 2019年11月24日発行（2019年11月19日発売[24]）、ISBN 978-4-08-891384-1
  7. 2020年8月24日発行（2020年8月19日発売[25]）、ISBN 978-4-08-891549-4
  8. 2021年4月24日発行（2021年4月19日発売[26]）、ISBN 978-4-08-891777-1
  9. 2021年10月24日発行（2021年10月19日発売[27]）、ISBN 978-4-08-892102-0
  10. 2022年6月22日発行（2022年6月17日発売[28]）、ISBN 978-4-08-892275-1
  11. 2023年3月22日発行（2023年3月17日発売[29]）、ISBN 978-4-08-892538-7
  12. 2023年10月24日発行（2023年10月19日発売[30]）、ISBN 978-4-08-892826-5
  13. 2024年4月23日発行（2024年4月18日発売[31]）、ISBN 978-4-08-893222-4
  14. 2024年10月23日発行（2024年10月18日発売[32]）、ISBN 978-4-08-893431-0
  15. 2025年5月24日発行（2025年5月19日発売[33]）、ISBN 978-4-08-893641-3

## テレビアニメ
2022年1月から3月までTOKYO MXほかにて放送された。
本作は2021年11月から2022年9月の全日本アニメ作品を対象とする第7回クランチロール・アニメアワードにて「最優秀アニメーション賞」6作品の1つにノミネートされている。

### スタッフ
- 原作 - 博[7]
- 監督 - 黒木美幸[7]
- シリーズ構成・脚本 - 山崎莉乃[7]
- キャラクターデザイン - 河野恵美[7]
- サブキャラクターデザイン - 川上大志、安野将人[7]
- 美術監督 - 薄井久代、守安靖尚[7]
- 美術設定 - 塩澤良憲[7]
- 色彩設計 - 横田明日香[7]
- 撮影監督 - 川下裕樹[7]
- 3Dディレクター - 宮原洋平[7]
- 編集 - 齋藤朱里[7]
- 音楽 - うたたね歌菜[7]
- 音響監督 - 濱野高年[7]
- 音楽制作 - アニプレックス
- 音楽プロデューサー - 山内真治
- プロデューサー - 石川達也、石山貴大、松井優子
- アニメーションプロデューサー - 福島祐一
- 制作 - CloverWorks[7]
- 製作 - 「明日ちゃんのセーラー服」製作委員会（アニプレックス、集英社、BS朝日）

### 主題歌
「はじまりのセツナ」
蠟梅学園中等部1年3組によるオープニングテーマ。第十二話ではエンディングテーマとしても使用。作詞・作曲・編曲は杉山勝彦。
歌は、中等部1年3組の生徒たちの声を演じる16名の担当声優が担当している。
「Baton」
明日小路（村上まなつ）によるエンディングテーマ（第一〜三話、第五〜十一話）。作詞・作曲・編曲は中野領太。
「風にまかせて」
明日小路（村上まなつ）による第四話のエンディングテーマ。作詞・作曲はshirosagi、編曲は高橋浩一郎。

### 挿入歌・劇中歌
歌は特記が無い限り、福元幹（斉藤朱夏）による。
「hem」
作詞・作曲・編曲は杉山勝彦。
「Delusion」
作詞・作曲・編曲は白戸佑輔。
「Illumination」
作詞は栗原暁、編曲は久保田真悟、作曲は両名の共作。
「チェリー」
作詞・作曲は草野正宗、歌は蛇森生静（神戸光歩）。

### 各話リスト
| 話数     | サブタイトル               | 絵コンテ        | 演出             | 作画監督                                   | 総作画監督                 | 初放送日      |
| -------- | -------------------------- | --------------- | ---------------- | ------------------------------------------ | -------------------------- | ------------- |
| 第一話   | あこがれのセーラー服       | 黒木美幸        | 黒木美幸 都築遥  | 河野恵美 川上大志                          | 河野恵美                   | 2022年 1月9日 |
| 第二話   | また明日                   | 加藤誠          | 加藤誠           | 安野将人                                   | 河野恵美                   | 1月16日       |
| 第三話   | 部活はもう決めた?          | 中村章子        | 原田孝宏         | 八重樫洋平 長澤翔子                        | 河野恵美 川上大志          | 1月23日       |
| 第四話   | 私のイメージ?              | 黒木美幸        | 都築遥           | 辻雅俊                                     | 河野恵美 川上大志          | 1月30日       |
| 第五話   | いっぱい知りたいなって     | 八瀬祐樹        | まつもとよしひさ | 有間涼太 清水博幸 Parkji-seung YAN CHANG   | 河野恵美 川上大志          | 2月6日        |
| 第六話   | 明日、お休みじゃないですか | 菊池貴行        | 菊池貴行         | 末田晃大 飯田剛士                          | 河野恵美 川上大志          | 2月13日       |
| 第七話   | 聴かせてください           | Moaang          | Moaang           | 川上大志                                   | -                          | 2月20日       |
| 第八話   | 次は勝ちたい               | 長井龍雪        | 山本陽介         | 山口智 小泉初栄 小松麻美                   | 安野将人 河野恵美          | 2月27日       |
| 第九話   | せ〜のっ!                  | 舛成孝二        | 神谷望夢         | 鈴木政彦 上武優也 新宮祐介 蔡孟書 髙橋瑞紀 | 安野将人 河野恵美          | 3月6日        |
| 第十話   | ファイト!ファイト!         | 伊礼えり        | 都築遥           | 田中裕介 飯田剛士 八重樫洋平               | 河野恵美 安野将人 川上大志 | 3月13日       |
| 第十一話 | 同じ時間…みんなと…         | 三浦貴博        | 牛嶋新一郎       | 辻雅俊 末田晃大                            | 河野恵美 川上大志          | 3月20日       |
| 第十二話 | ひとりじゃないんだ         | 黒木美幸 都築遥 | 黒木美幸 都築遥  | 山口智 小松麻美 岡田洋奈 岡田直樹          | 河野恵美 川上大志 安野将人 | 3月27日       |

### 放送局・配信サイト
| 放送期間                | 放送時間                     | 放送局       | 対象地域   | 備考                                   |
| ----------------------- | ---------------------------- | ------------ | ---------- | -------------------------------------- |
| 2022年1月9日 - 3月27日  | 日曜 0:30 - 1:00（土曜深夜） | TOKYO MX     | 東京都     |                                        |
|                         |                              | とちぎテレビ | 栃木県     |                                        |
|                         |                              | 群馬テレビ   | 群馬県     |                                        |
|                         |                              | BS11         | 日本全域   | BS放送 / 『ANIME+』枠                  |
|                         | 日曜 2:08 - 2:38（土曜深夜） | 毎日放送     | 近畿広域圏 | 『アニメシャワー』第1部                |
|                         | 日曜 23:00 - 23:30           | BS朝日       | 日本全域   | 製作参加 / BS/BS4K放送 / 『アニメA』枠 |
| 2022年1月10日 - 3月28日 | 月曜 21:00 - 21:30           | AT-X         | 日本全域   | CS放送 / 字幕放送 / リピート放送あり   |

| 配信開始日    | 配信時間                   | 配信サイト |
| ------------- | -------------------------- | --- |
| 2022年1月9日  | 日曜 1:00（土曜深夜） 更新 | dアニメストア（本店・ニコニコ支店・for Prime Video）                                                              |
| 2022年1月11日 | 火曜 12:00 更新            | バンダイチャンネル Hulu ニコニコチャンネル GYAO! U-NEXT アニメ放題 ABEMA Amazon Prime Video ひかりTV FOD アニメカ |
|               | 火曜 23:30 - 水曜 0:00     | ニコニコ生放送 |
| 2022年1月12日 | 水曜 0:00（火曜深夜） 更新 | J:COMオンデマンド auスマートパスプレミアム TELASA milplus                                                         |

### BD / DVD
| 巻 | 発売日        | 収録話          | 規格品番      | 規格品番      |
| 巻 | 発売日        | 収録話          | BD限定版      | DVD限定版     |
| -- | ------------- | --------------- | ------------- | ------------- |
| 1  | 2022年4月27日 | 第1話 - 第2話   | ANZX-13281/2  | ANZB-13281/2  |
| 2  | 2022年5月25日 | 第3話 - 第4話   | ANZX-13283/4  | ANZB-13283/4  |
| 3  | 2022年6月29日 | 第5話 - 第6話   | ANZX-13285/6  | ANZB-13285/6  |
| 4  | 2022年7月27日 | 第7話 - 第8話   | ANZX-13287/8  | ANZB-13287/8  |
| 5  | 2022年8月31日 | 第9話 - 第10話  | ANZX-13289/90 | ANZB-13289/90 |
| 6  | 2022年9月28日 | 第11話 - 第12話 | ANZX-13291/2  | ANZB-13291/2  |